# Chilecito

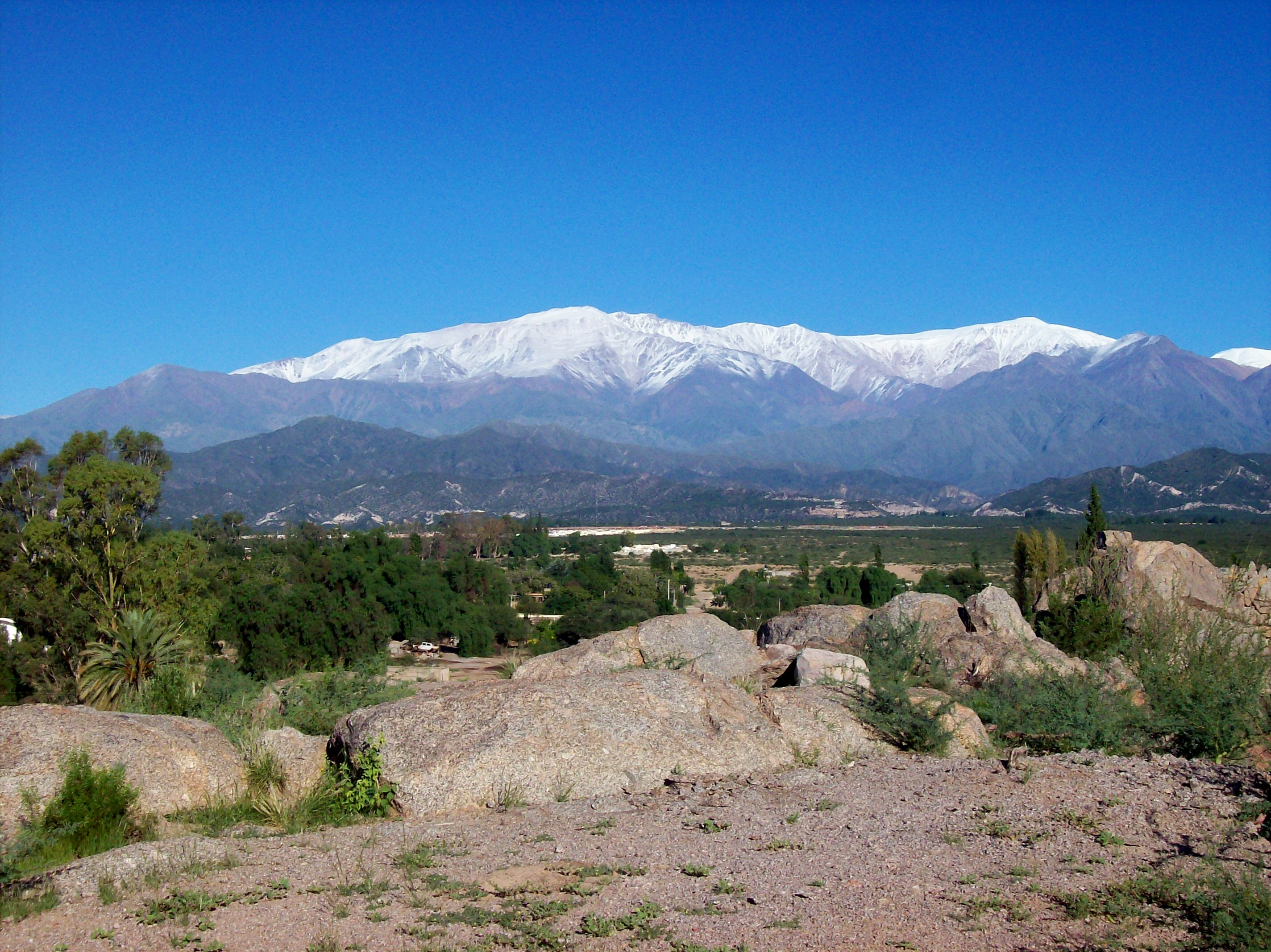
Blick von C. auf die Sierra de Famatina

Chilecito ist eine Stadt in der argentinischen Provinz La Rioja, Hauptstadt des gleichnamigen Departamentos und mit 33.724 Einwohnern (Stand: 2010) die zweitgrößte Stadt der Provinz. Gegründet wurde die Stadt 1715 vom spanischen Kolonisten Domingo Castro y Bazán.

## Namensherkunft
Der Name 'Chilecito' bedeutet so viel wie 'kleines Chile', wohl weil in der Mine bei Chilecito schon früh viele Chilenen arbeiteten.

## Lage
Chilecito liegt auf 1.076 m Höhe in einem breiten Tal zwischen der bis zu 4.920 m hohen Sierra de Velasco im Osten und der bis zu 6.250 m hohen Sierra de Famatina im Westen; beide Gebirgszüge sind Teil der Sierras Pampeanas. Die Provinzhauptstadt La Rioja ist etwa 60 Kilometer Luftlinie in südöstlicher Richtung entfernt (allerdings 200 Straßenkilometer), etwa 10 km südlich von Chilecito liegt die Stadt Nonogasta. Durch Chilecito verläuft die R.N. 40, die längste Nationalstraße Argentiniens.

## Sonstiges
In der Nähe von Chilecito befindet sich die zu Beginn des 20. Jahrhunderts (1904) von der deutschen Seilbahnfirma Adolf Bleichert & Co. gebauten Materialseilbahn Chilecito-La Mejicana, die mit einer Länge von 35 km lange Zeit die längste Seilbahn der Welt war und auch die Seilbahn mit der am höchsten gelegenen Bergstation (4.600 m Höhe). Benötigt wurde die Seilbahn zum Erzabbau in der Mine La Mejicana in der Sierra de Famatina. Die Seilbahn zur "Mina La Mejicana" zählt zu den größten technischen Ingenieurbauten der Welt. Sie wurde im Jahr 1926 außer Betrieb genommen und ist heute Teil der Denkmäler und historischen Stätten von Argentinien. Die Anlage wird bis heute für die Erhaltung gewartet und teilweise zu touristischen Zwecken benutzt, in Chilecito befindet sich auch das Museum "Museo de Cable Carril" zur Seilbahn.

## Persönlichkeiten
- Cristian Leiva (* 1977), Fußballspieler